# Jordi Comas i López
Jordi Comas i López (Barcelona, 8 de febrer de 1954) és un nedador olímpic català.

## Biografia
Es va fer soci del Club Natació Sabadell el 10 de desembre de 1964. Va anar a parar a aquest club perquè estiuejava amb els pares a Vallirana, on aquell estiu van fer una estada els nedadors sabadellencs. Comas nedava crol i relleus. Va ser campió d'Europa júnior nedant els 100 m lliures el 1969 a Viena. Va participar en els Jocs Olímpics de Múnic el 1972 i en els Jocs Olímpics de Mont-real el 1976.